# Ondrup Sommeræble
Ondrup Sommeræble er en æblesort, der, som navnet antyder, stammer fra Ondrup ved Odder.
Sorten er tiltrukket af gårdejer på Kristinsminde, Christian Andersen, der 8. september 1913 skrev: "et Frøæble, som jeg selv har fremelsket, og som efter min ringe Mening er lidt bedre end almindeligt".
Træet er sundt, har en opret vækst og giver mange flotte frugter uden skurv.
Frugten er middelstor, ægformet eller afstumpet kegleformet med en smuk hvidlig gul grundfarve og rosenrøde stænk og striber på solsiden. Kødet er hvidt, løst, marvet, meget saftigt med en sød krydret vinsmag. Ondrup Sommeræble modnes i sidste halvdel af august og første halvdel af september eller lidt senere.
| Botanik | Spire Denne botanikartikel er en spire som bør udbygges. Du er velkommen til at hjælpe Wikipedia ved at udvide den. |